# Cendrillon (Disney)
Pour les articles homonymes, voir Cendrillon (homonymie).
Cendrillon est un personnage de fiction inspiré par le personnage du conte Cendrillon ou la Petite pantoufle de verre de Charles Perrault issu de Histoires ou Contes du Temps Passé. Walt Disney avait déjà adapté le conte dans un court-métrage d'animation Cinderella de 1922, produit avec son ancienne société de production Laugh-O-Gram. Disney décide de l'adapter en long métrage d'animation Cendrillon, sorti en 1950.
Le personnage apparaît dans les suites du film sorties directement en vidéo : Cendrillon 2 : Une vie de princesse et Le Sortilège de Cendrillon. Elle fait partie de la franchise Disney Princess.

## Description

### Apparence
Cendrillon est une jeune femme soumise à l'autorité de sa marâtre, Lady Trémaine et à celle de ces deux demi-sœurs, Anastasie et Javotte. Bien qu'elle soit maltraitée, humiliée et reléguée au rôle de servante, elle maintient l'espoir par ses rêves. Elle est fidèle à l'idée qu'un jour ses souhaits de bonheur deviendront vrais. Orpheline, seule sa marraine la fée et ses compagnons animaux la soutiennent et l'encouragent dans sa quête d'amour et de bonheur.
Cendrillon sait aussi se montrer forte et déterminée ; quand l'invitation au bal royal arrive, elle fait tout ce qu'elle peut pour persuader sa mère qu'elle a autant le droit que les autres d'y être présente. Cependant, sa belle-mère va se montrer impitoyable et cruelle. Elle va jusqu'à empêcher sciemment sa belle-fille de venir au bal.

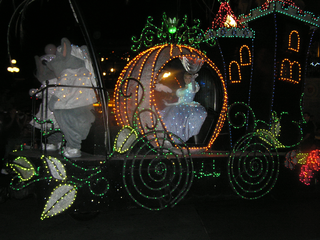
Cendrillon dans son carrosse lors d'une parade au Magic Kingdom.

Bien que Cendrillon soit vue dans plusieurs tenues dans ses films ; la robe en haillons de domestique, sa chemise de nuit bleue, la robe rose confectionnée par ses amis les animaux, qui sera déchirée par ses deux demi-sœurs, la robe bleue apparue sous la baguette magique de sa marraine la fée ou sa robe de mariage blanche, Cendrillon est cependant presque toujours représentée dans les produits dérivés ou publicités dans sa robe de bal bleu-clair avec ses chaussures de verre et ses longs gants.

### Développement du personnage
L'animation de l'héroïne a été confiée à Eric Larson et Marc Davis. Comme ce fut le cas pour d'autres films d'animations, Walt Disney fit jouer les scènes par une vraie actrice pour rendre l'animation la plus réaliste possible. Les deux animateurs n'avaient pas la même perception du personnage, Davis accentuant le raffinement et Larson optant pour la simplicité. L'actrice Helene Stanley a servi de modèle vivant pour Cendrillon, mais aussi par la suite pour Aurore, la princesse de La Belle au bois dormant (1959) et pour Anita des 101 Dalmatiens (1961).
Pour David Whitley, ces trois personnages féminins ne sont que des déclinaisons de Blanche-Neige. Selon Withley, Blanche-Neige est l'archétype de la princesse qui se fait une place dans le monde, devant s'appuyer sur les forces de la nature et ses représentants, les animaux. Salomon pointe le fait qu'un élément constitutif de ces héroïnes est la faculté de parler avec les animaux. Whitley poursuit en expliquant, Cendrillon et Aurore ne sont que des variations de cet archétype et il faut ajouter à cette liste Ariel, la princesse de La Petite Sirène (1989), une déclinaison sous-marine. Brode note que Cendrillon est la première héroïne Disney ayant une chevelure blonde. Pour Grant, l'actrice Helene Stanley, une brune et non une blonde comme Cendrillon, devait à la vue de ses performances de danseuse être plus belle que le personnage modelé sur elle. Cendrillon sert de passerelle entre les deux mondes (humains et animaux) interagissant avec les souris ou les oiseaux, ce qui la rend selon Maltin « très agréable ». Grâce aux chansons, il est possible de connaître ses sentiments, son côté tendre et affectueux.

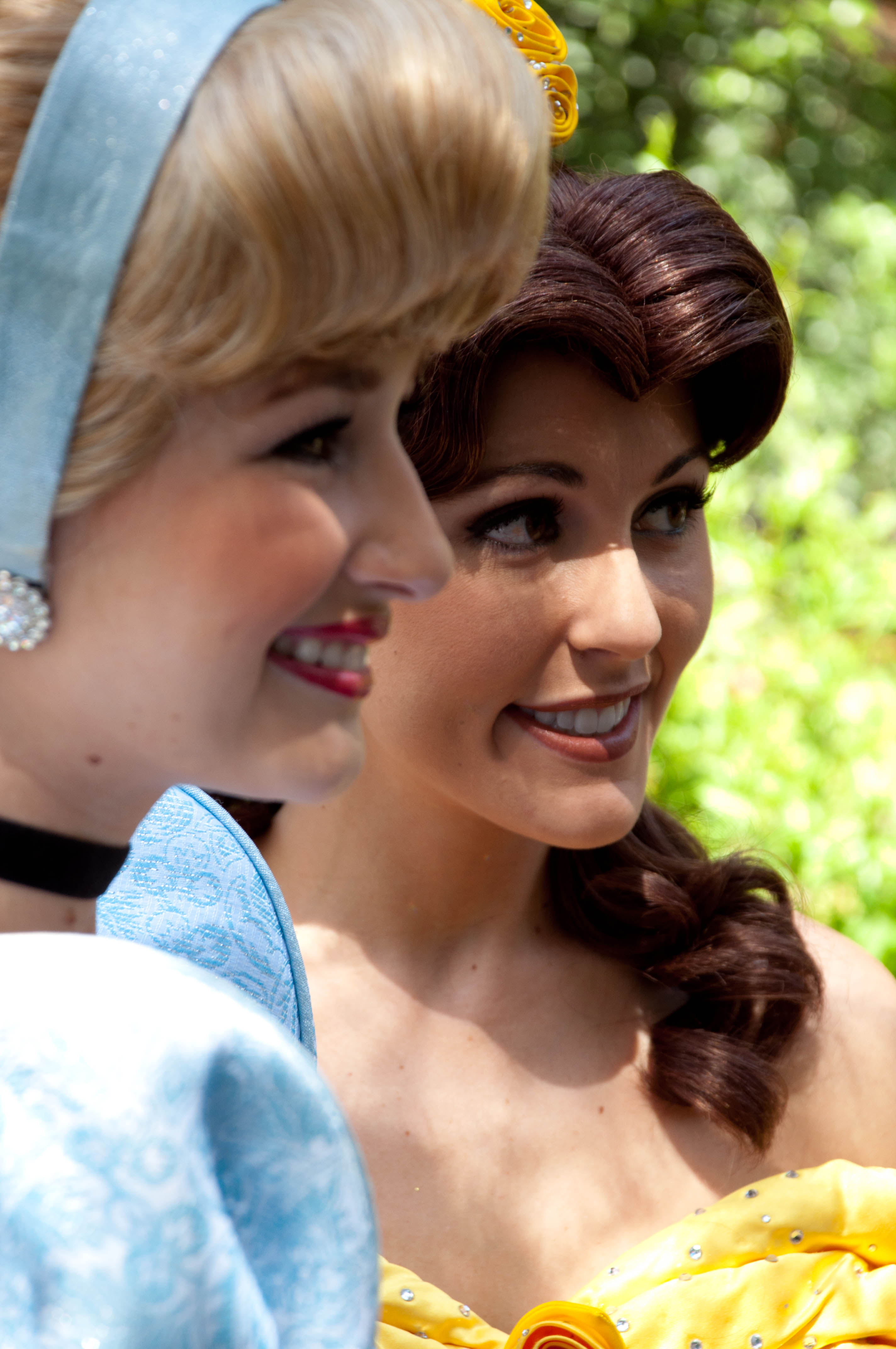
Disneyland Cendrillon et Belle

Toutefois, lors d'une réunion du 13 décembre 1948 et après avoir vu l'animation de Cendrillon au début du film, Walt Disney demande aux animateurs qu'il considère comme bons de prendre plus de liberté et de ne pas donner l'impression de recopier les photostats, obtenus par rotoscopie. Davis indique qu'à l'époque les caractéristiques du personnage de Cendrillon n'avaient pas été définies lors d'une étape préliminaire de conception-modélisation des personnages, comme c'est le cas dans les autres productions. Dans le cas de Cendrillon, plusieurs dizaines de mètres d'animation avaient été réalisés avant cette définition. Davis compare dans une interview de 1982 Cendrillon avec une autre de ses créations, Cruella d'Enfer des 101 Dalmatiens (1961) : « Cendrillon est plus difficile [à animer] car elle porte l'histoire… Elle doit être crédible, réelle et vous devez pouvoir ressentir de la sympathie pour elle. [Cruella au contraire est] un personnage plus gratifiant à faire parce que… il provoque le rire. » Pour Grant, Cendrillon diffère de nombreux personnages centraux des longs métrages de Disney car, pour participer au bal, elle y met toutes ses forces. Le but de cette présentation était de montrer Cendrillon comme une jeune femme agréable mais pas coquette.
Sur près de 400 postulantes, c'est Ilene Woods qui fut choisie pour interpréter la voix de Cendrillon. Cependant, elle ne savait même pas qu'elle auditionnait pour le rôle jusqu'à ce que Walt Disney la contacte : elle avait enregistré sa voix pour des amis, les paroliers Mack David et Jerry Livingston, qui l'avaient envoyée aux studios Disney sans l'avertir.

## Interprètes
- Voix originale : Ilene Woods, Jennifer Hale (produits dérivés), Tami Tappan (chant), Susan Stevens Logan (chant)
- Voix allemande : Eva-Ingeborg Scholz
- Voix espagnole : Yolanda Mateos, Cani González (chant)
- Voix espagnoles latino-américaines : Evangelina Elizondo (1950), Natalia Sosa (1997)
- Voix françaises : Paule Marsay et Paulette Rollin (1950), Dominique Poulain (1991), Laura Blanc et Karine Costa (suites)
- Voix québécoises : Violette Chauveau et Nancy Fortin (Cendrillon II et Cendrillon III)
- Voix polonaise : Maria Ciesielska et Irena Santor (1961), Angelika Kurowska et Weronika Bochat (2012)
- Voix slovaque : Darina Chmúrová et B. Čupková (1970), Monika Hilmerová (2012)

## Chansons interprétées par Cendrillon
- Tendre Rêve ou Le Rêve de ma vie (A Dream Is a Wish Your Heart Makes)
- Doux Rossignol (Oh, Sing Sweet Nightingale) – avec Javotte (interprétée par Mélissa Viret)
- C'est ça, l'amour (So This Is Love) – avec le Prince
- Une très belle année ou Une année parfaite au Québec (Perfectly Perfect) – avec le prince, Javotte, Anastasie, Jaq, Gus et la marraine-fée
- Plus que des rêves ou Plus qu'un beau rêve au Québec (More Than a Dream)

## Adaptation et réutilisation
Cendrillon apparaît dans un épisode de la première ainsi que dans un autre de la sixième saison de la série télévisée Once Upon a Time, une production ABC Studios filiale télévisée de Disney, où elle est interprétée par Jessy Schram. À la suite d'un reboot, c'est l'actrice Dania Ramírez qui lui prête ses traits, pour un rôle principal.
En 2015, elle a fait l'objet d'une adaptation en prise de vue réelle, Cendrillon, où elle est interprétée par Lily James.
Cendrillon est citée dans le téléfilm Descendants, sorti en 2015. Dans ce téléfilm, censé prendre place après les événements de Cendrillon et qui met en scène les enfants de plusieurs héros et méchants de l'univers Disney, apparait La Fée marraine. On y apprend aussi que Cendrillon et le Prince Charmant ont eu un fils, le Prince Chad Charmant interprété par Jedidiah Goodacre.

## Attractions

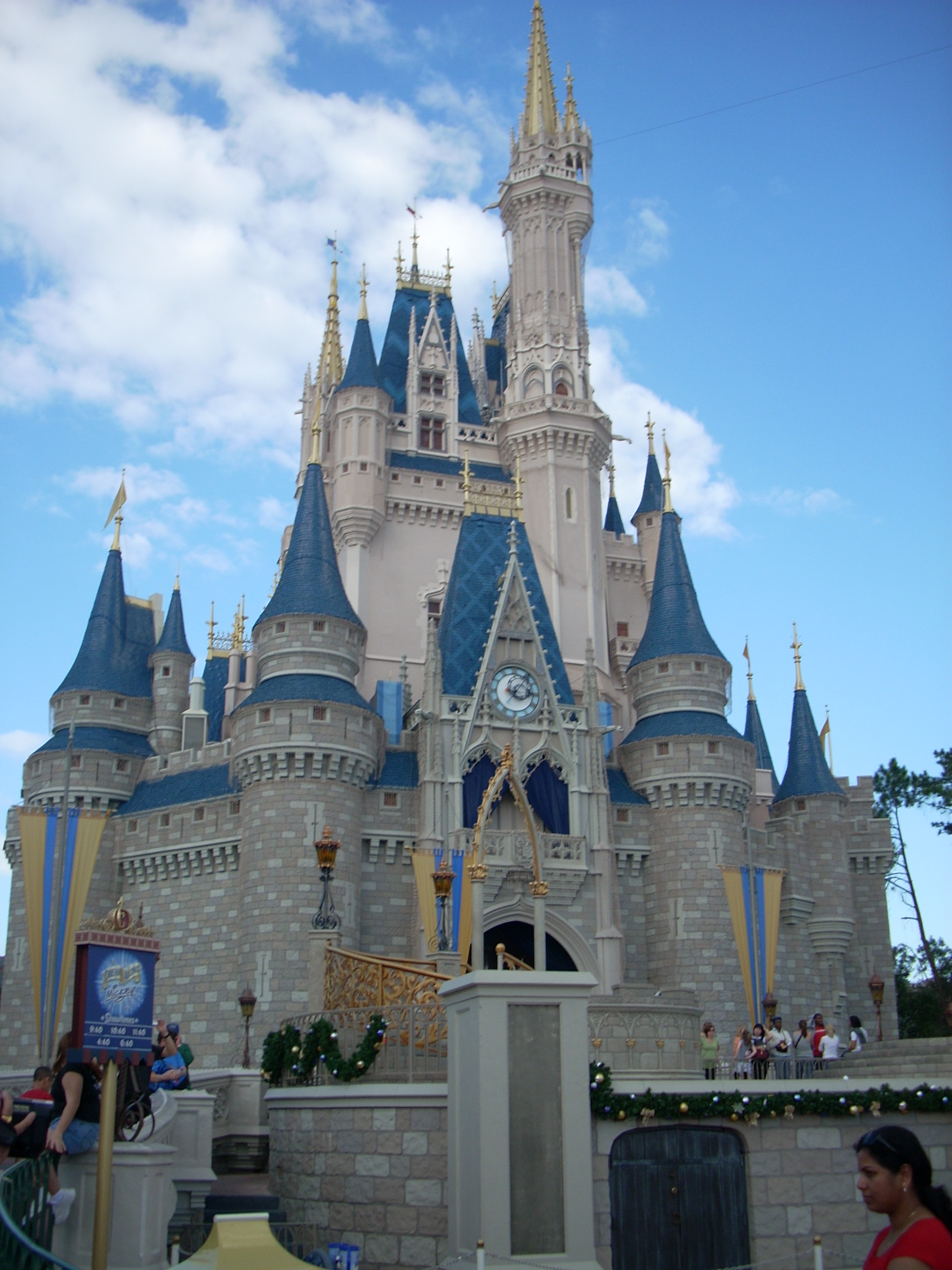
Château de Cendrillon

Le célèbre château de la princesse Cendrillon est utilisé dans les parcs de Magic Kingdom et Tokyo Disneyland comme icône de la zone Fantasyland.
On trouve également des carrousels aux couleurs de Cendrillon dans les parcs Magic Kingdom (Cinderella's Golden Carousel), Tokyo Disneyland (Castle Carrousel) et Hong Kong Disneyland (Cinderella Carousel).